# گزهک ۳
گزهک ۳ یک اندیس فلزی است که در حوالی شهر قلعه منوجان استان کرمان قرار دارد و مادهٔ معدنی موجود در آن، مس است.سنگ میزبان این اندیس ولکانیک، دایکهای داسیتی ریولیتی است و دیرینگی آن به دوران کرتاسه می‌رسد. 